# Лежандр (лунный кратер)
Кратер Лежандр (лат. Legendre) — большой древний ударный кратер в юго-восточной материковой части видимой стороны Луны. Название присвоено в честь французского математика Адриена Мари Лежандра (1752—1833) и утверждено Международным астрономическим союзом в 1935 г. Образование кратера относится к донектарскому периоду.

## Описание кратера

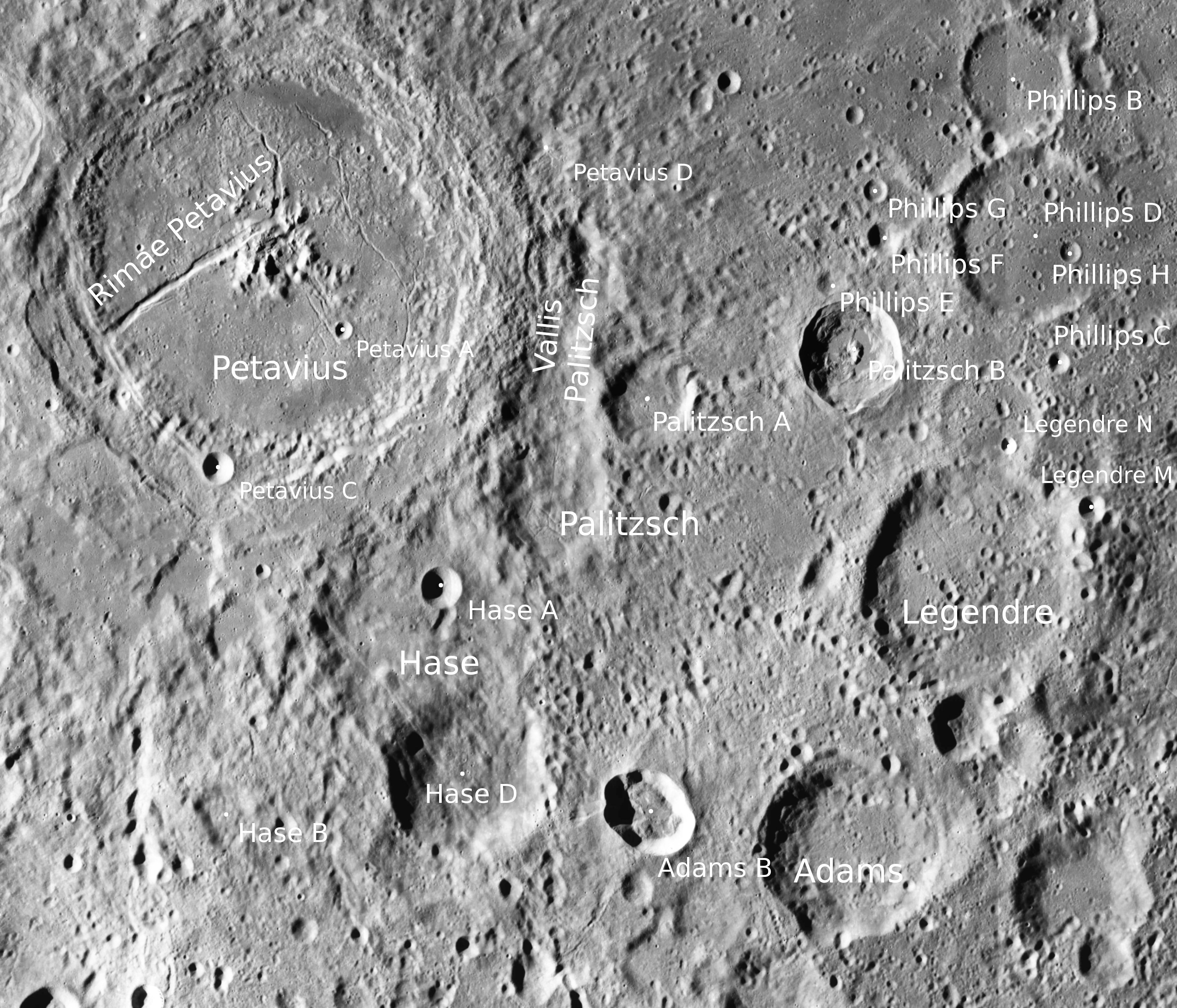
Окрестности кратера Лежандр. Снимок зонда Lunar Reconnaissance Orbiter.

Ближайшими соседями кратера являются кратеры Хазе и Палич на западе; кратер Бальмер на севере; кратеры Харлан и Марин на юго-востоке и кратер Адамс на юго-западе. На северо-западе от кратера находится долина Палича. Селенографические координаты центра кратера 28°55′ ю. ш. 70°01′ в. д. / 28,92° ю. ш. 70,02° в. д., диаметр 78,1 км, глубина 3,68 км.
Кратер Лежандр имеет полигональную форму c впадиной в юго-восточной части и значительно разрушен за длительное время своего существования. Вал сглажен и перекрыт множеством мелких кратеров, особенно в северо-восточной части, в южной части перекрыт небольшим кратером от которого в юго-восточном направлении отходит цепочка кратеров. В северо-восточной части вала имеется узкий разрыв, образующий долину ведущую в чашу кратера. Ширина внутреннего склона значительно больше в северной и западной части по сравнению с остальным периметром. Высота вала над окружающей местностью достигает 1340 м, объем кратера составляет приблизительно 5600 км³.  Дно чаши относительно ровное, испещрено множеством мелких кратеров. На юго-востоке в непосредственной близости от кратера находится область с низким альбедо.

## Сателлитные кратеры
| Лежандр | Координаты                                            | Диаметр, км |
| ------- | ----------------------------------------------------- | ----------- |
| D       | 31°36′ ю. ш. 75°09′ в. д. / 31,6° ю. ш. 75,15° в. д.  | 57,5        |
| E       | 33°52′ ю. ш. 78°34′ в. д. / 33,86° ю. ш. 78,57° в. д. | 26,1        |
| F       | 33°40′ ю. ш. 76°07′ в. д. / 33,66° ю. ш. 76,12° в. д. | 40,1        |
| G       | 32°14′ ю. ш. 73°55′ в. д. / 32,23° ю. ш. 73,92° в. д. | 16,6        |
| H       | 32°26′ ю. ш. 78°10′ в. д. / 32,44° ю. ш. 78,17° в. д. | 8,4         |
| J       | 30°38′ ю. ш. 74°06′ в. д. / 30,63° ю. ш. 74,1° в. д.  | 12,5        |
| K       | 29°47′ ю. ш. 72°13′ в. д. / 29,79° ю. ш. 72,21° в. д. | 91,9        |
| L       | 28°07′ ю. ш. 73°30′ в. д. / 28,12° ю. ш. 73,5° в. д.  | 31,1        |
| M       | 28°10′ ю. ш. 71°37′ в. д. / 28,17° ю. ш. 71,61° в. д. | 9,6         |
| N       | 27°28′ ю. ш. 70°30′ в. д. / 27,47° ю. ш. 70,5° в. д.  | 5,8         |
| P       | 27°19′ ю. ш. 69°17′ в. д. / 27,31° ю. ш. 69,28° в. д. | 7,0         |

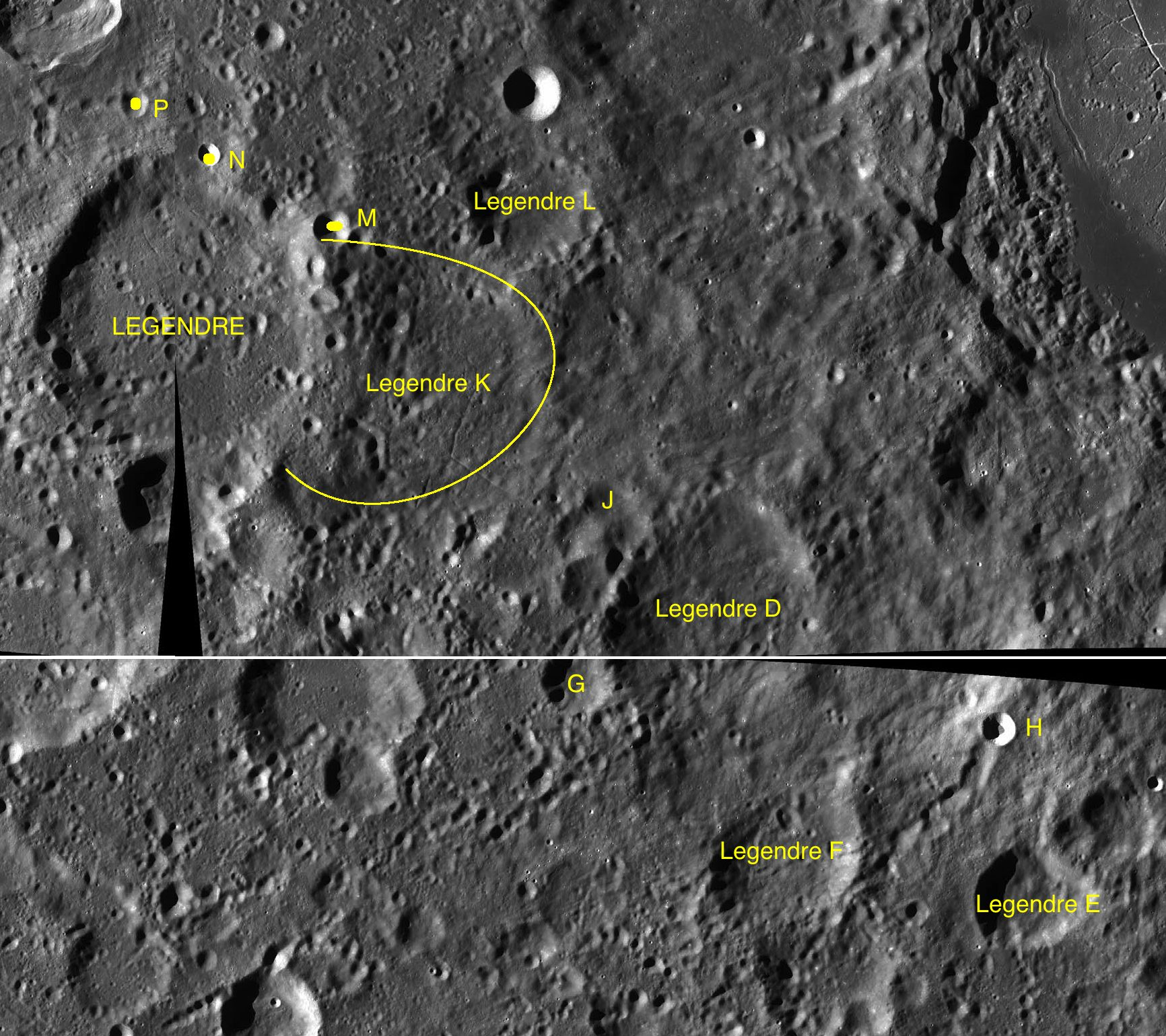
Фрагменты карт LAC-98, LAC-99, LAC-115.

- Образование сателлитного кратера Лежандр K относится к донектарскому периоду[1].

## См.также
- Список кратеров на Луне
- Лунный кратер
- Морфологический каталог кратеров Луны
- Планетная номенклатура
- Селенография
- Минералогия Луны
- Геология Луны
- Поздняя тяжёлая бомбардировка